# デス・リベンジ ラストミッション
『デス・リベンジ ラストミッション』（原題：In the Name of the King 3: The Last Mission）は、2014年2月5日に発売されたカナダとアメリカ合衆国（日本ではカナダとブルガリア）共同制作のビデオ映画。マイクロソフトのゲームソフト『ダンジョン・シージ』を映画化した『デス・リベンジ』のシリーズ第3作である。監督は前作と同じくウーヴェ・ボル、主演はドミニク・パーセル、ラリトサ・パスカレーヴァ、バシャル・ラハルらが務めている。
日本では2014年2月26日よりヒューマントラストシネマ渋谷ほかにて「未体験ゾーンの映画たち2014」の上映作品の一作として劇場公開された。同年5月2日にAMGエンタテインメントからDVD（ADM-5086S/レンタル:FMDR-9551）を発売された。パッケージのキャッチコピーは「“最狂”の復讐」。

## キャスト
※括弧内は日本語吹替
- ハザン・ケイン - ドミニク・パーセル（江川央生）
- アラベラ - ラリトサ・パスカレーヴァ（夏谷美希）
- ウルリク - バシャル・ラハル（野川雅史）
- エメリン - ダリア・シメオノヴァ（寺依沙織）
- ソフィア - ペトラ・ゴチェヴァ
- テロウィン王 - Marian Valev
- ティボルト - ニコライ・ソティロフ
- アナ - シェリー・ヴァロッド

## スタッフ
- 監督：ウーヴェ・ボル
- 脚本：ジョエル・ロス
- 製作：ダン・クラーク、ゲイリー・オットーら
- 撮影：マティアス・ニューマン
- 美術：スベトラーナ・ケス・ボネット
- 音楽：ジェシカ・デ・ローイ
- 編集：トマス・サビンスキー
- 衣裳デザイン：ブルーヤ・ステファノヴァ